# 原当麻駅

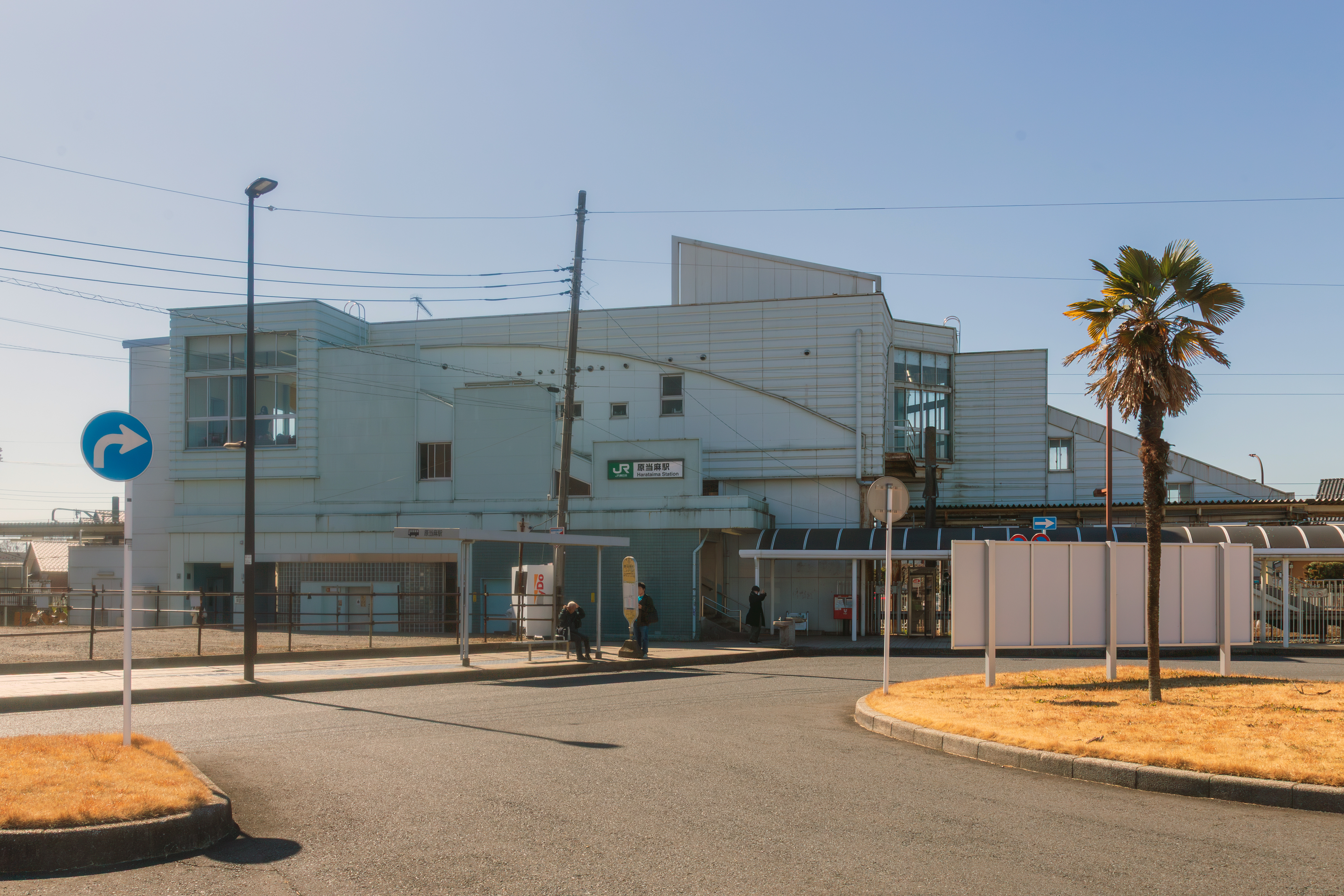
東口（2025年2月）

原当麻駅（はらたいまえき）は、神奈川県相模原市南区当麻にある、東日本旅客鉄道（JR東日本）相模線の駅である。

## 歴史
- 1931年（昭和6年）4月29日：厚木 - 橋本間の開通時に、相模鉄道の駅として開業[1]。
- 1944年（昭和19年）6月1日：神中鉄道と合併した相模鉄道のうち、相模線は戦時買収私鉄に指定され国有化、省線（後の国鉄）相模線の駅となる。同時に茅ヶ崎方に0.3 km改キロ。
- 1962年（昭和37年）10月10日：貨物取扱が廃止[1]。
- 1979年（昭和54年）10月1日：荷物扱い廃止[1]。
- 1987年（昭和62年）4月1日：国鉄分割民営化により、JR東日本の駅となる[1]。
- 1991年（平成3年）：橋上駅舎に改築[4]。
- 2001年（平成13年）11月18日：ICカード「Suica」供用開始。
- 2016年（平成28年）3月4日：出札窓口の営業を終了。

## 駅構造
島式ホーム1面2線を有する地上駅で、橋上駅舎を備える。
橋本駅管理の業務委託駅（JR東日本ステーションサービス委託）で、自動券売機・多機能券売機・簡易Suica改札機が設置されている。また、お客さまサポートコールシステムが導入されており、一部の日中時間帯以外は改札係員は常駐せず遠隔対応となる。
エレベーター・多機能トイレ・点字運賃表が設置されており、エスカレーターはない。そのほか、飲料販売機・公衆電話・公衆トイレがある。

### のりば
| 番線 | 路線    | 方向 | 行先                     |
| ---- | ------- | ---- | ------------------------ |
| 1    | ■相模線 | 上り | 海老名・厚木・茅ケ崎方面 |
| 2    | ■相模線 | 下り | 橋本方面                 |

（出典：JR東日本:駅構内図）

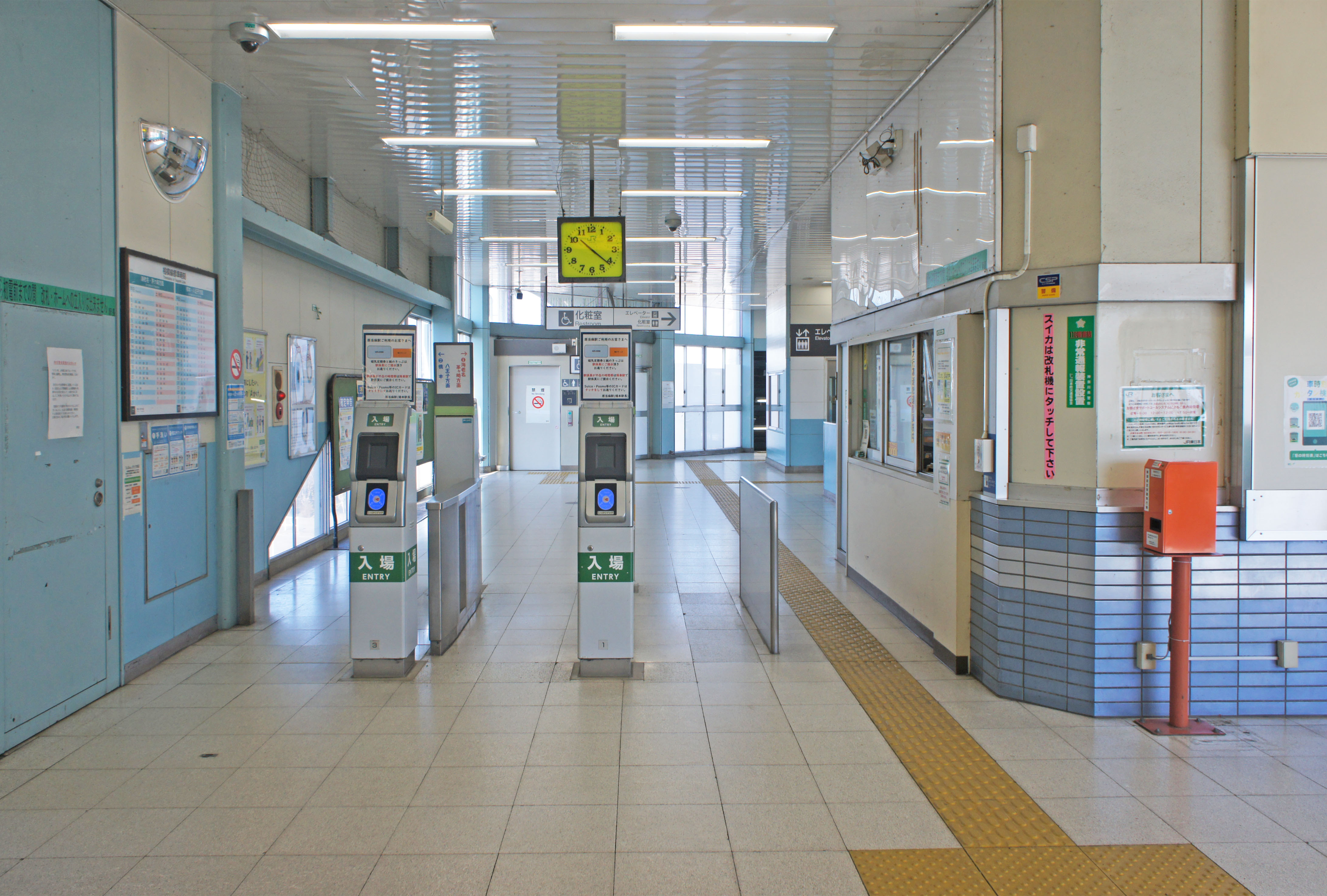
改札口（2022年2月）
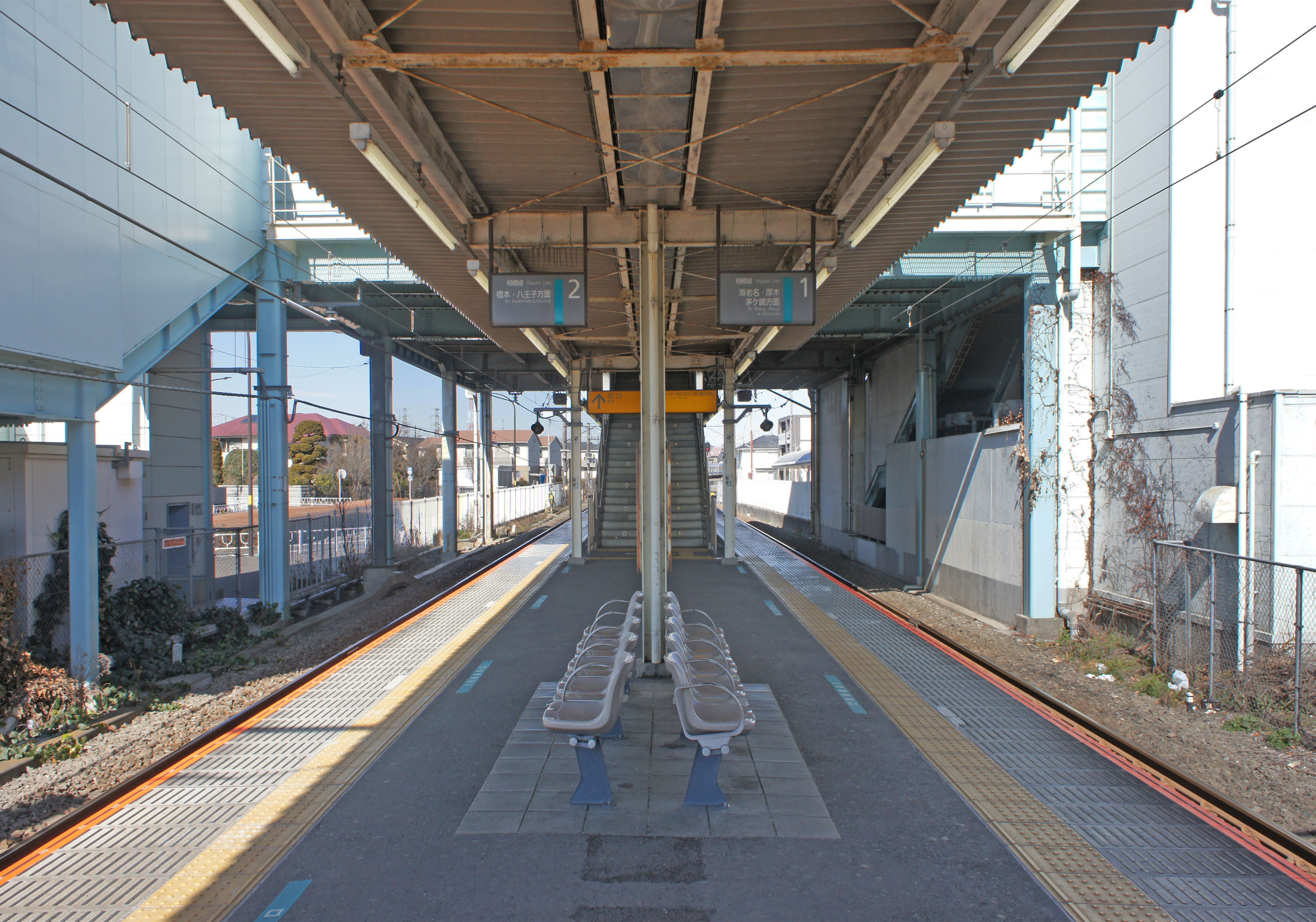
ホーム（2022年2月）

## 利用状況
2023年度（令和5年度）の1日平均乗車人員は4,568人である。
1975年度（昭和50年度）以降の1日平均乗車人員は下表の通りである。
| 年度               | 1日平均 乗車人員 |
| ------------------ | ---------------- |
| 1975年（昭和50年） | 937              |
| 1980年（昭和55年） | 1,465            |
| 1985年（昭和60年） | 1,563            |
| 1989年（平成元年） | 2,082            |
| 1993年（平成05年） | 2,917            |
| 1995年（平成07年） | 3,230            |
| 1998年（平成10年） | 3,308            |
| 2000年（平成12年） | 3,148            |
| 2001年（平成13年） | 3,233            |
| 2002年（平成14年） | 3,331            |
| 2003年（平成15年） | 3,445            |
| 2004年（平成16年） | 3,591            |
| 2005年（平成17年） | 3,768            |
| 2006年（平成18年） | 3,959            |
| 2007年（平成19年） | 4,133            |
| 2008年（平成20年） | 4,141            |
| 2009年（平成21年） | 4,133            |
| 2010年（平成22年） | 4,164            |
| 2011年（平成23年） | 4,133            |
| 2012年（平成24年） | 4,417            |
| 2013年（平成25年） | 4,515            |
| 2014年（平成26年） | 4,582            |
| 2015年（平成27年） | 4,727            |
| 2016年（平成28年） | 4,824            |
| 2017年（平成29年） | 4,950            |
| 2018年（平成30年） | 5,164            |
| 2019年（令和元年） | 5,176            |
| 2020年（令和02年） | 3,843            |
| 2021年（令和03年） | 4,122            |
| 2022年（令和04年） | 4,401            |
| 2023年（令和05年） | 4,568            |

## 駅周辺
- 当麻山無量光寺 - 一遍ゆかりと伝わる寺で、かながわの景勝50選
- 観心寺 - 武相観音札所第三十一番
- 県立相模原公園　- 1992年の全国都市緑化フェア会場
- 当麻山公園 - アジサイの名所
- 市民健康文化センター
- 相模原市麻溝まちづくりセンター
- 市立麻溝こどもセンター
- 北里大学
- 女子美術大学
- 相模原市立麻溝小学校
- 相模原市立夢の丘小学校
- 光明学園相模原高等学校
- 神奈川県立相模原支援学校
- 相模原麻溝公園競技場
- 麻溝郵便局
- 相愛病院
- 当麻東原古墳 - 市指定史跡
- 当麻谷原古墳（谷原古墳群）- 市指定史跡
- 田名向原遺跡 - 国指定史跡
- 史跡田名向原遺跡旧石器時代学習館（旧石器ハテナ館）
- 笈退の遺跡 - 市指定史跡

## バス路線
運行事業者はすべて神奈川中央交通である。
1番乗り場
- 当02：北里大学病院・北里大学
- 大15：相模大野駅北口
- 台14：相武台前駅

2番乗り場
- 当02：田名バスターミナル
- 大15：上溝
- 厚79・厚81：厚木バスセンター

## 将来の計画
当駅から相模大野駅まで、専用レーンを使用した新バス交通システム (BRT) を導入する計画があるが、相模原市は2027年度までに債務超過に陥る可能性を2021年公表の「行財政構造改革プラン案」において示しており、歳出削減策の一環として同計画の廃止が検討されている。

## 隣の駅
東日本旅客鉄道（JR東日本）
■相模線
下溝駅 - 原当麻駅 - 番田駅

### 記事本文
1. 1 2 3 4 5  石野哲 編『停車場変遷大事典 国鉄・JR編』 II（初版）、JTB、1998年10月1日、83頁。ISBN 978-4-533-02980-6。
2. 1 2  事業エリアマップ - JR東日本ステーションサービス.2021年9月14日閲覧
3. 1 2 3  “駅の情報（原当麻駅）：JR東日本”.   東日本旅客鉄道. 2023年11月18日時点のオリジナルよりアーカイブ。2023年11月19日閲覧。
4. ↑  『思い出の国鉄・JRアルバム第1巻 非電化時代の相模線各駅停車』（フォトパブリッシング、2021年6月28日刊）原当麻駅のページ
5. ↑  “東日本ユニオンNo.124号” (PDF). JR 東日本労働組合横浜地方本部. (2015年12月6日) 2016年3月13日閲覧。
6. ↑  相模原市統計書 - 相模原市
7. ↑  神奈川県県勢要覧
8. ↑  線区別駅別乗車人員（1日平均）の推移 (PDF)  - 19ページ
9. ↑  「原当麻駅」バス停の時刻表 神奈川中央交通公式ウェブサイト、2021年7月17日閲覧
10. ↑  新交通計画の整備始まる 区内拠点間の連携強化 - タウンニュース（さがみはら南区版）2017年1月1日版
11. ↑  相模原市、銀河アリーナ・BRT計画など「廃止」検討へ　816億円の歳出超過で - 相模原町田経済新聞 2021年1月15日

### 利用状況
JR東日本の2000年度以降の乗車人員
1. ↑  JR東日本 各駅の乗車人員（2000年度）
2. ↑  JR東日本 各駅の乗車人員（2001年度）
3. ↑  JR東日本 各駅の乗車人員（2002年度）
4. ↑  JR東日本 各駅の乗車人員（2003年度）
5. ↑  JR東日本 各駅の乗車人員（2004年度）
6. ↑  JR東日本 各駅の乗車人員（2005年度）
7. ↑  JR東日本 各駅の乗車人員（2006年度）
8. ↑  JR東日本 各駅の乗車人員（2007年度）
9. ↑  JR東日本 各駅の乗車人員（2008年度）
10. ↑  JR東日本 各駅の乗車人員（2009年度）
11. ↑  JR東日本 各駅の乗車人員（2010年度）
12. ↑  JR東日本 各駅の乗車人員（2011年度）
13. ↑  JR東日本 各駅の乗車人員（2012年度）
14. ↑  JR東日本 各駅の乗車人員（2013年度）
15. ↑  JR東日本 各駅の乗車人員（2014年度）
16. ↑  JR東日本 各駅の乗車人員（2015年度）
17. ↑  JR東日本 各駅の乗車人員（2016年度）
18. ↑  JR東日本 各駅の乗車人員（2017年度）
19. ↑  JR東日本 各駅の乗車人員（2018年度）
20. ↑  JR東日本 各駅の乗車人員（2019年度）
21. ↑  JR東日本 各駅の乗車人員（2020年度）
22. ↑  JR東日本 各駅の乗車人員（2021年度）
23. ↑  JR東日本 各駅の乗車人員（2022年度）
24. ↑  JR東日本 各駅の乗車人員（2023年度）